# Laurent Merlin (football)
Laurent Merlin, né le 17 septembre 1984 à Marseille, est un footballeur français.

## Biographie
Formé à Marseille, cet attaquant passe professionnel en 2001 et joue trois saisons sous le maillot marseillais. Il joue son premier match de Ligue 1 le 2 février 2003 lors de la défaite 1-3 face aux Girondins de Bordeaux (il entre à 18 minutes de la fin du match). Il participe en étant seulement remplaçant au quart, demi et à la finale UEFA contre Valence a Göteborg où il reçut la médaille de finaliste. Ne disputant que cinq rencontres avec son club formateur, plus quelques matchs de coupe de France, il tente alors sa chance sur l’île de Beauté dans le club d’Ajaccio ou il signe un contrat de 3 ans entraîné à l’époque par Rolland Courbis. À 20 ans, le Marseillais joue plus (14 matches, 1 but) pour ces premiers 6 mois.Le club se maintient en Ligue 1.
Il décide de rester au club mais son temps de jeu se restreint, il joue seulement une dizaine de match. Il décide alors, en janvier 2006, d'accepter une offre de prêt émanant de la Berrichonne de Châteauroux qui évolue en Ligue 2. En concurrence avec des joueurs confirmés comme Armindo Ferreira, Jacob Mulenga ou Richard Socrier, il n'a pas le temps de jeu espéré et ne joue que 6 matchs.

### Un Français aux États-Unis
Laurent Merlin participe en février 2007 à des essais organisés par l’équipe de Los Angeles Galaxy. Repéré par le club, il joue alors plusieurs matchs amicaux.Il se retrouve auprès de 850 joueurs a l'essai et finit 1er sur la liste. Il restera s'entraîner et jouer les matchs de pré saison avec le  Galaxy pendant 4 mois.
Il décide ensuite de tenter sa chance dans l’autre équipe de la ville, CD Chivas. Ce nouvel essai s’avère concluant puisqu'il signe un contrat avec le club au mois d’avril. Il joue son premier match de championnat le 14 avril contre Houston, faisant son entrée sur le terrain dans les dernières minutes de la partie.
Utilisé à 22 reprises lors de la saison régulière de MLS, il marque un but pour deux passes décisives. Le club est finalement éliminé en play-off face à Kansas City (0-1, 0-0).

### Retour en France
En juillet 2009, il revient en France, dans le club de SO Cassis Carnoux.